# Canal 11 La Palma

Canal 11 es una televisión local de la isla de La Palma (Canarias, España), instalada en el municipio de Los Llanos de Aridane, también dueño de Canal 4 Tenerife y Presidente del Club Deportivo Tenerife.

Canal 11 La Palma Televisión emite para gran parte de la isla a través de TDT por el mux 33. La programación se basa en entrevistas (La Zafra), debates (Controversias), informativos sobre la actualidad sociopolítica palmera, además de retransimisiones deportivas (partidos del CD Mensajero o la SD Tenisca) y series nacionales o extranjeras. Gran parte de los contenidos son importados de Canal 4 Tenerife o de otras televisiones, como Albavisión.
Conecta a diferentes horas con Globovisión.
- Canal 11 La Palma Televisión pertenece a un grupo de comunicación integrado en Radio y Televisión.
  - Cabildo Insular de Tenerife:
    - Canal 4 Tenerife Televisión, Canal 4 Tenerife Radio

  - Cabildo Insular de La Palma:
    - Canal 11 La Palma Televisión, y Canal 11 La Palma Radio.

## Canal 11 La Palma Radio
Cabildo Insular de La Palma
TDT: Mux 28, 530 MHz.